# Сан Джилио
Сан Джѝлио (на италиански: San Gillio; на пиемонтски: San Gili, Сан Джили) е малък град и община в Метрополен град Торино, регион Пиемонт, Северна Италия. Разположен е на 320 m надморска височина. Към 1 януари 2020 г. населението на общината е 3148 души, от които 109 са чужди граждани.